# Lehtinen (ö i Päijänne-Tavastland, Lahtis, lat 61,16, long 25,79)
Lehtinen är en ö i Finland. Den ligger i sjön Urajärvi och i kommunen Asikkala i den ekonomiska regionen  Lahtis ekonomiska region  och landskapet Päijänne-Tavastland, i den södra delen av landet, 120 km norr om huvudstaden Helsingfors. Öns area är 0,3 hektar och dess största längd är 90 meter i nord-sydlig riktning.